# ウルタールの猫
『ウルタールの猫』（ウルタールのねこ、The Cats of Ulthar）は、ハワード・フィリップス・ラヴクラフトの小説。ラヴクラフト神話、クトゥルフ神話、ドリームランドのシリーズの一編。1921年の6月15日に完成し、同人誌『トライアウト』1920年11月号で発表された。
後に商業誌の『ウィアード・テールズ』1926年2月号に掲載され、1933年2月号に再録された。1935年にラヴクラフトの友人ロバート・バーロウが40部限定の小冊子として刊行した。また作者没後に『ファンタスティック・ノヴェルズ』1951年1月号にハネス・ポクの挿絵付きで再録された。
ある夜、黒猫に出会い、可愛がっているうちにインスピレーションを得たと、1920年5月21日付ラインハート・クライナー宛書簡に記されている。

## あらすじ
むかしむかし、ウルタールには近在の猫を罠にかけて殺すのを好む夫婦が住んでいた。理由は何であれ、村人たちは夫婦に面と向かって問いただすことはしなかった。飼い猫が行方不明になった村人は、消えたのが人の子ではないことを感謝して、自らを慰めた。
ある日、放浪者のキャラヴァンがやって来た。このキャラヴァンにはメネスという孤児がおり、小さな黒の仔猫だけを大切にしていた。3日目の朝、メネスが仔猫を見つけられず泣きじゃくっていると、村人はあの夫婦のことを教える。メネスが空に祈りをささげると、雲が奇妙な生物のような形をとった。その夜、放浪者たちはウルタールを離れた。
その後、なぜかウルタールから猫が1匹もいなくなった。市長クラノン老は、放浪民たちが意趣返しに猫を連れ去ったのだと断ずる。だが公証人ニスは、容疑者はあの夫婦と言い切る。宿屋の息子アタルは、全ての猫たちがあの夫婦の家の近くで何やら不思議な動物の儀式を行っていたと告げるが、村人たちは子供の話をどこまで信じてよいのかわからなかった。
翌朝、全ての猫たちが戻って来ていた。いずれも毛並つややかで満腹げな様子で、奇妙なことに数日間餌を食べなかった。その日の夜から誰も老夫婦を見ていない気づいた人々は、老夫婦の家に行き、家の中でさっぱり肉を失った人間2人分の骸骨が転がっていたのを見つけた。
侃々諤々の世論と議論を経て、ウルタールには、何人も猫を殺してはならないという法が定められた。

## 登場人物
- 老夫婦 - 年老いた小作人と、彼の女房。
- メネス - 黒髪の放浪民キャラヴァンの男児。黒猫を可愛がっていた。
- クラノン老 - 市長。
- 痩身のニス - 公証人。
- アタル - 宿屋の主人の幼い息子。

## 収録
- 創元推理文庫『ラヴクラフト全集6』大瀧啓裕訳「ウルタールの猫」
- 星海社FICTIONS『未知なるカダスを夢に求めて 新訳クトゥルー神話コレクション4』森瀬繚訳「ウルタールの猫」
- 新潮文庫『アウトサイダー クトゥルー神話傑作選』南條竹則訳 「ウルタルの猫」